# Australian Manufacturing Workers Union
Die Australian Manufacturing Workers Union (deutsch: Australische Manufakturarbeiter-Gewerkschaft) bzw. mit vollem Namen Automotive, Food, Metals, Engineering, Printing and Kindred Industries Union (AMWU) (allgemein in Australien als The Metalworkers bekannt) ist eine australische Gewerkschaft.
Sie ist im Register der Australian Industrial Relations Commission eingetragen und Mitglied im gewerkschaftlichen Dachverband Australian Council of Trade Unions. Die AMWU zählt mit mehr als 130.000 Mitgliedern zu den größten Gewerkschaften Australiens.

## Geschichte

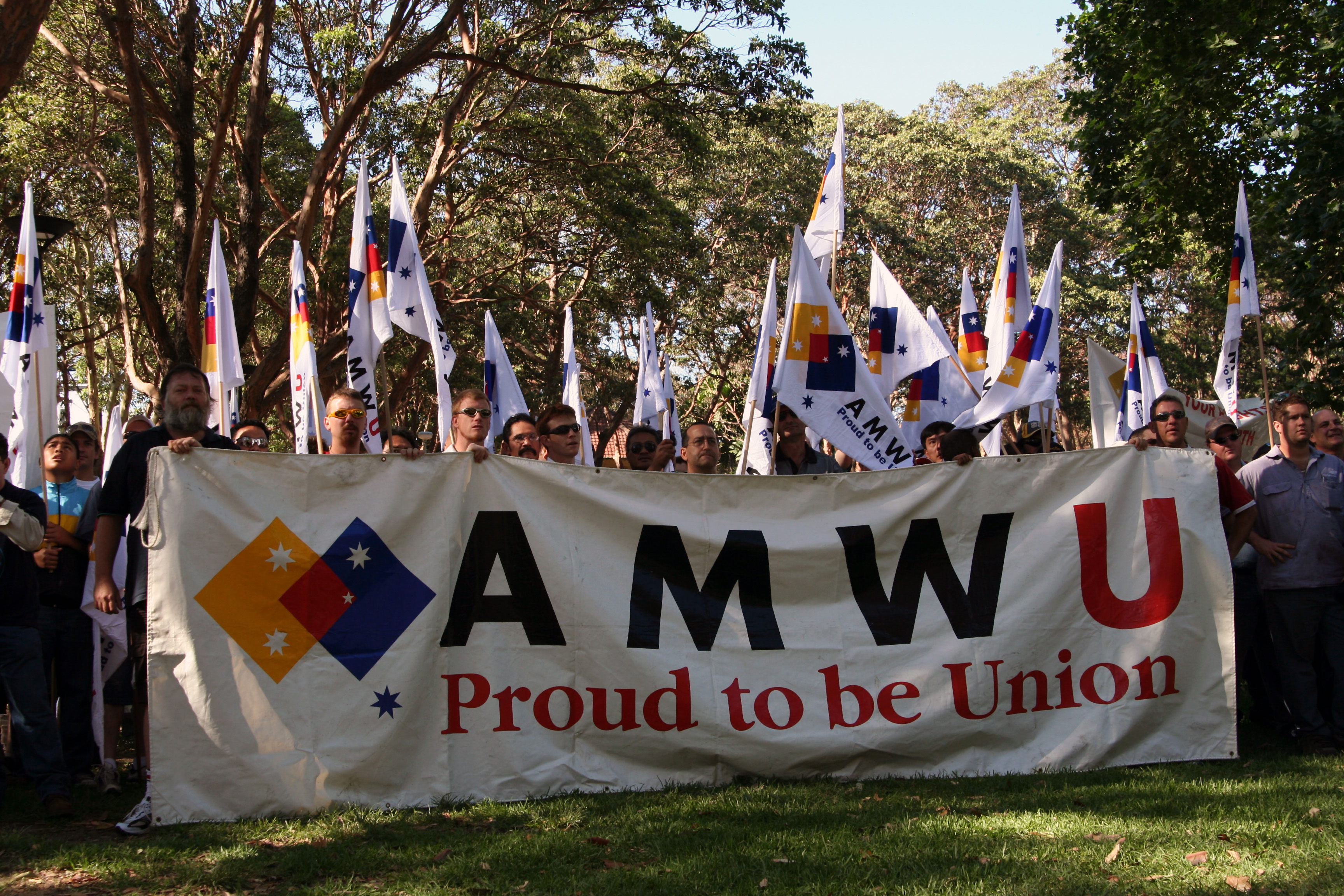
AMWU-Gewerkschafter protestierten gegen die konservative Regierung John Howard

Die älteste Gewerkschaft, die in der AMWU-Fusion von 1995 aufging, war der australische Ableger von 1851 der britischen Amalgamated Metal Worker’ Union. Die AMWU hat ihre Wurzeln in frühen 1850er Jahren der australischen Arbeiterbewegung und 1995 gab sie sich nach einer Fusion zahlreicher Gewerkschaften ihren heutigen Namen. Sie zählt zum linken Flügel der australischen Gewerkschaftsbewegung.
Die AMWU begreift sich selbst als Teil des erfolgreichen Kampfes der Arbeiterklasse für den 8-Stunden-Tag, bezahlten Mutterschutz für die Rechte der Lehrlinge, familienfreundliche Konditionen, Altersversorgung und weitere Rechte seit mehr als 150 Jahren.
Sie beteiligte sich an der politischen Bewegung Stop the War Coalition in Australien und war besonders gegen liberalistische Regierung von John Howard engagiert, die 2007 abgewählt wurde, als diese die Rechte der australischen Gewerkschaft durch verschiedene Gesetze einschränkte.

## Organisationsgliederung
Die AMWU führt verschiedene eigenständige Einzelgewerkschaften, die in Australien als Division bezeichnet werden:
- Vehicle Division (Autobau)
- Metal and Engineering Division (Metall und Konstruktionsbranche)
- Food and Confectionery Division (Lebensmittel- und Bekleidungsbranche)
- Technical, Supervisory and Administrative Division (Techniker und Angestellte)
- Printing und Packing Division (Druck- und Verpackungsbranche)[1]